# Dolarová aukce

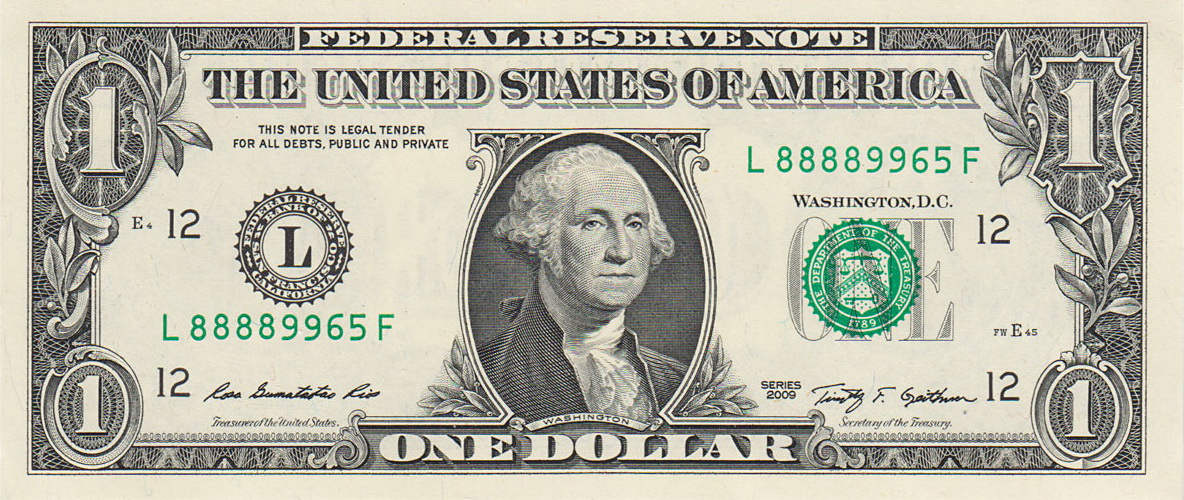
Dolarová bankovka

Dolarová aukce je sekvenční hra s nenulovým součtem, kterou navrhl ekonom Martin Shubik k ilustrování paradoxu v teorii racionální volby. Shubik poznamenal, že i když se hráčům zvyšují v průběhu této aukce náklady (protiklad k výplatě), stále pokračují v přihazování. Shubik toto vidí jako paradox, O’Neill a Leininger považují přihazující za iracionální, Gintis hovoří o nelogickém konfliktu eskalace a Colman dolarovou akci připodobňuje k Mackbetově efektu podle Shakespearovy hry. Lescanne a Perrinel naproti tomu vyvracejí, že v dolarové aukci je eskalace iracionální, čímž vyzývají tradiční skoro čtyřicetileté chápání dolarové aukce jako Shubik.

## Průběh dolarové aukce

### Příprava a pravidla dolarové aukce
Tato aukce je postavena na průběhu anglické aukce, ale jedná se spíše o aukci typu všichni platí (first price all-pay auction) pro dva hráče. Účastníci nabízejí postupně vyšší a vyšší příhozy za předmět, který se draží, v našem případě je to dolarová bankovka. Vítěz dostane bankovku za cenu, kterou bankovku vydražil, ale i druhý hráč s nejvyšším příhozem musí zaplatit svůj příhoz a bankovku nedostane. Být druhý znamená zaplatit za nic.
Aby měla dolarová aukce smysl, je nutné, aby zde byli aspoň dva hráči, kteří jsou ochotni se aukce za daných pravidel zúčastnit. Pro teoretické popsání jsou dva hráči postačují, ale běžně se dá hra hrát ve větším veřejném počtu lidí. I když se zdá, že účastnit se této akce je výhodné, v jistém momentu hry hráči eskalují závazek, a proto je běžné, že se takto jednodolarová bankovka skoro vždy vydraží za více než jeden dolar.
V pravidlech se dále uvádí, že příhoz může být minimálně jeden cent, nicméně většinou se neudává nějaký horní limit příhozu a hráči tedy mohou přihazovat libovolně, ale vždy aspoň po jednom centu.
Zároveň je zakázána komunikace mezi účastníky, takže v čisté dolarové aukci je vyloučeno, aby se hráči domluvili a rozdělili si výhru.
Pokud není omezen horní limit příhozu, může agresivní zvýšení příhozu vést k „snadnějšímu“ přebytí příhozu, protože např. po prvním příhozu jednoho centu může další hráč přihodit např. devadesát devět centů. Pokud by hráč s druhým příhozem nepřihodil na jeden dolar a hra by skončila, hráč s druhým příhozem by prakticky jen odevzdal svůj příhoz jednoho centu vítězi aukce, jako jeho zisk. Je nutné poznamenat, že při příhozu z jednoho centu na devadesát devět centů bude hráč s druhým největším příhozem tíhnout k příhozu na jeden dolar, protože by na tom byl hráč ekonomicky lépe. Toto rozhodnutí však vede k tomu, že hráč s příhozem devadesát devět centů je na tom výrazně hůře, a proto druhý hráč většinou příhoz na dolar a jeden cent uskuteční, čímž se rozbíhá eskalace závazku postavená na racionálním rozhodnutí.
Pravidla jsou tedy nejčastěji taková:
- Dolarová bankovka je prodána největšímu příhozu
- Druhý nejvyšší příhoz musí být také zaplacen, ale přihazující nic nedostane
- Hráči nesmějí mezi sebou komunikovat, nebo se domlouvat
- Minimální zvýšení příhozu je jeden cent (v některých variantách i více - je nutné stanovit optimální minimální příhoz)

### Průběh dolarové aukce

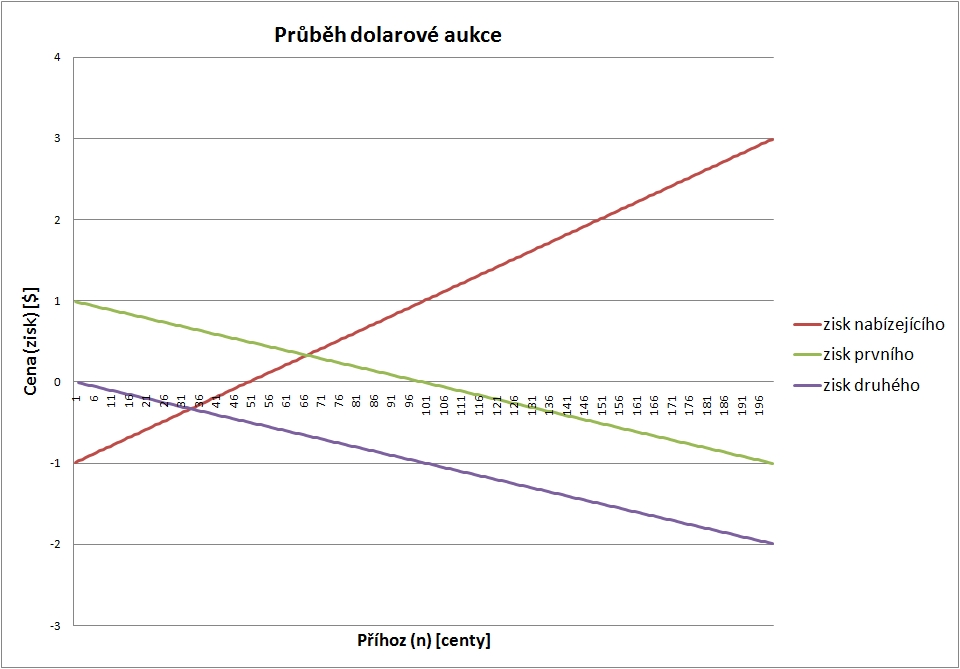
Obr. 1 - Průběh dolarové aukce - osa x jsou příhozy v centech, na ose y jsou výplaty nebo náklady jednotlivých účastníků aukce, pokud by aukce v tomto příhozu skončila.

Na obr. 1 ilustrujeme průběh dolarové aukce, kde hráči soupeří o objekt s hodnotou v (v > 0) . První hráč vstupuje do hry na příhozu jednoho centu (n=1), za kterým vidí zisk devadesáti devíti centů (výplata dána v - n). Druhý hráč však přihodí na dva centy, jelikož stále přihazuje podle racionální teorie, kdy věří, že za svůj příhoz dostane dolarovou bankovku. Takto to pokračuje dále, patrně až k hranici jednoho dolaru, kolem které si přihazující začínají uvědomovat, že nastoupili do eskalačního kolečka.
Hráč, který učinil příhoz na jeden dolar ví, že i když vyhraje, nezíská nic navíc, ale nebude muset zaplatit za své druhé místo. Hráč na druhém místě (typicky s příhozem devadesáti devíti centů) však svůj příhoz musí zaplatit a nedostal by nic, proto je pro něj také vhodné, aby sice přeplatil cenu draženého dolaru s tím, že nebude muset platit dolar za druhé místo, ale jen jeden cent (za předpokladu, že hráč s druhým nejvyšším příhozem to zkrátka vzdá).
Právě v dolarové aukci nejsme schopni určit užitek každého agenta, jelikož se jedná o nekonečnou hru.
Jak lze z grafu dobře vidět, pro dražitele bankovky se aukce stává zisková již po překročení padesáti a jednoho centu, za předpokladu, že druhý nejvyšší příhoz je na padesáti centech. V tomto momentu má nabízející zisk jednoho centu, což je stejná cena, jakou musí kolektivně zaplatit dva přihazující (cena jejich společných nákladů).
Předpokládejme stále pro zjednodušení jenom dva hráče jako přihazující. Na začátku aukce navíc se musí oba dva hráči rozhodnout, zda někdo z nich do hry vstoupí. Pokud se student 1 rozhodne vstoupit do hry, student dva bude také zvažovat, zda má do hry vstoupit, nebo pokračovat. Typicky se ve hře vytvoří nekonečná smyčka, kdy oba hráči přihazují více a více, čímž násobí zisk dražitele. Délka smyčky obvykle závisí na tom, jak hráč předpokládá chuť druhého hráče neustále přihazovat.

### Strategie v dolarové aukci
K tomu, aby bylo možné stanovit racionální strategii v dolarové aukci, je potřeba explicitního předpokladu omezeného množství prostředků hráče pro příhoz.
Ti, co se aukcí zúčastnili většinou tvrdí, že je lepší se aukce vůbec neúčastnit, ale to nemůže být rovnováha. Pokud by jeden věděl, že ten druhý nebude přihazovat, nejlepší řešení je přece jenom se hry zúčastnit příhozem jednoho centu. Evidentně se nedá se spolehlivostí tvrdit, že racionální hráč by se aukce nikdy nezúčastnil.
Další možnou strategií je pro hráče se předem domluvit, aby oba dva hráči dělali nízké příhozy, a pak si výhru rozdělili. V teorii dolarové aukce se však tato strategie nepředpokládá, komunikace a tvorba jakýchsi úmluv je zakázána.
V zásadě existují tři profily strategie v této potenciálně nekonečné hře:
- 1. Strategie "vždy se vzdám" jak pro prvního (Alice), tak pro druhého hráče (Bob)
- 2. Strategie Alice se vždy vzdá, a Bob vždy pokračuje
- 3. Strategie Alice vždy pokračuje a Bob se vždy vzdá.

Podle Lescanne a Perrinel je druhá a třetí strategie dokonalou rovnováhou v podhře. Uvažujme, že jsem Alice a jsem někde uprostřed hry, tudíž zvažuji, zda mám skončit (protože Bob bude stále pokračovat), anebo budu pokračovat, protože předpokládám, že Bob skončí. Pokud Bob bude jednat podobně, máme zde eskalaci. Takže v každém kroku má agent možnost se vzdát, a být racionální, anebo pokračovat, a být racionální také.

## Dolarová aukce v praxi

### Zábavná, naučná a zisková hra
Dolarová aukce někdy ilustruje bolavé vítězství. I když zvítězíte, prohráli jste. Pokud se zdá, že hra takovou dynamiku nabere, je lepší prostě hru nehrát, nebo nepokračovat. Shubik pokládá tuto hru za jednoduchou, zábavnou a skupinovou hru, kterou lze hrát ve větší skupině lidí a je většinou velmi zisková pro pořadatele aukce.
Podle majority hlášených případů se dolarová bankovka vydraží vždy nejméně za jeden dolar. V citovaném experimentu se čtyři dolarové bankovky vydražily za 8,5$ a 11,1$.
V dalším experimentu, kdy byla dražena dvacetidolarová bankovka, Muringhan popisuje, že byla bankovka prodána za 250$ a dokonce i za 2 000$. Tyto příklady jsou ale extrémní podobou dolarové aukce.

### Dolarová aukce jako příklad z reálného světa
Dolarová aukce se dá častokrát připodobnit k mezinárodním konfliktům, ale vůbec i konfliktům a finančnímu chování v reálném světě, kde jakmile už hráči začnou hrát, nedokáží přestat hrát. Příhozy jdou stále nahoru (sázky se zvětšují), a tím jak každá strana má stále více a více investováno ve hře, je těžké říct "končím". Toto je však nejlepší rozhodnutí.
Tento koncept eskalace závazku je ilustrován např. na válce ve Vietnamu, ve finančnictví jako stále pokračující investice do utopeného aktiva ve víře, že to bude lepší, nebo např. v tzv. penny aukcích, které v poslední době začínají nabírat na popularitě.
Maynard-Smith přirovnává dolarovou aukci i ke konfliktu dvou zvířat u pramene vody, které se nemohou napít, dokud jedno z nich neodejde. Delší čekání znamená nenavrátitelný náklad energie pro obě zvířata, a také představuje ztracenou příležitost, a tím koresponduje s neustálým přihazováním o cent v dolarové aukci.

#### "Penny aukce"
Koncept dolarové aukce je čitelný v tzv. penny aukcích, které například představuje aukční portál http://www.swoopo.com.
Typicky, například notebook se prodává v maloobchodě za 1 500 dolarů. Přihazování začíná na jednom centu a příhozy
rostou nahoru také po jednom centu, nicméně vznesení příhozu stojí šedesát centů. Každá aukce má naplánované datum skončení, ale jakmile se blíží konec aukce a někdo provede příhoz, je čas ukončení aukce prodloužen o dvacet sekund. Dramatický prodej mnoha výrobků tak láká hlavně tím, že skutečně většinou vítěz získá daný předmět levněji než v maloobchodě, přičemž zisk pro dražitele je 2x - 3x tak větší, než udávaná tržní cena.

### Dolarová aukce pro zlepšení finanční rozhodování
Individua vždy nejednají racionálně, na což Shefrin upozorňuje v teorii behaviorálních financí, kde psychologická zkreslení mají dopad na malé, ale i velké operace.
Podle Balyeta, který použil dolarovou aukci jako výukový nástroj pro demonstrování některých zkresleních v behaviorálních financích, studenti, kteří hráli dolarovou aukci, vykázali typické charakteristiky následujícího chování:
- následování stáda
- držení se prohrávajícího
- přílišná jistota
- pomalá změna přesvědčení
- přidávání více peněz do ztráty, za kterou se cítí člověk odpovědný
- averze vůči riziku pro příležitosti vyjádřené ziskem, zatímco vyhledávání rizika pro stejnou příležitost, pokud je vyjádřena ztrátou.

Balyet dále rozebírá toto chování a ilustruje je na průběhu dolarové aukce, kterou si studenti mohou vyzkoušet. Ideální je skupina patnácti studentů, nicméně i při polovině se dá docílit podobných výsledků. Cílem cvičení je porozumět tomu, jak psychologické a kognitivní zkreslení ovlivňuje naši racionalitu, a jak se také dá najít sub-optimální chování, když už se ve hře ocitnete. Jak Balyet poznamenal v rozporu s O'Neill a Leininger, pro některé investiční a korporátní aplikace financí tato možnost není možná.